# 谢军 (棋手)

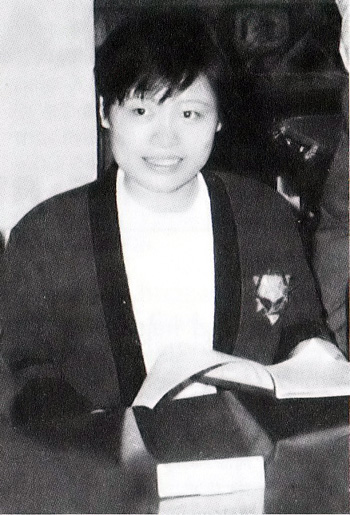
谢军

谢军（1970年10月30日—），出生于河北保定，祖籍吉林辽源，中国国际象棋棋手。

## 生平
谢军于1975年开始学习中国象棋，1980年转学国际象棋，1986年进入中国国际象棋国家集训队，1988年成为女子国际象棋国际大师，1993年成为国际上第6个获国际象棋特级大师称号的女棋手。曾多次获得国际象棋女子世界冠军（1991年–1996年，1999年–2001年），打破历来由欧洲人垄断国际象棋女子世界冠军的现象。
谢军曾多次参加和带领中国女子国际象棋队出战国际象棋奥林匹克团体赛，并取得冠军。她属于积极的局面型棋手。开局面不甚廣但是研究精深，中局实力雄厚，棋理清晰、思路敏捷，小的战术手段较多。
曾任第八屆全國人大代表。
新加坡国际象棋特级大师吴少彬是谢军的丈夫。